# إنسان بدائي
الإنسان البدائي هو الإنسان الأول منذ ظهوره وإلى حين اختراع الكتابة سنة 3200 ق.م (قبل الميلاد). واكتشف الإنسان البدائى النار والصلصال (لصناعة الفخار) وعاش على جمع الثمار واكلها (بدون طهى) ولبس أوراق الشجر، وانتعال الخشب وقد ذكر المؤرخون ان الإنسان البدائى قد عاش في الكهوف البعيدة التي كانت تدخلها الشمس بشكل كبير وعند انتهاء العصر المطير انتقل إلى الوادي ومن هنا يبدأ العصر الحجرى القديم.

## تعريفه

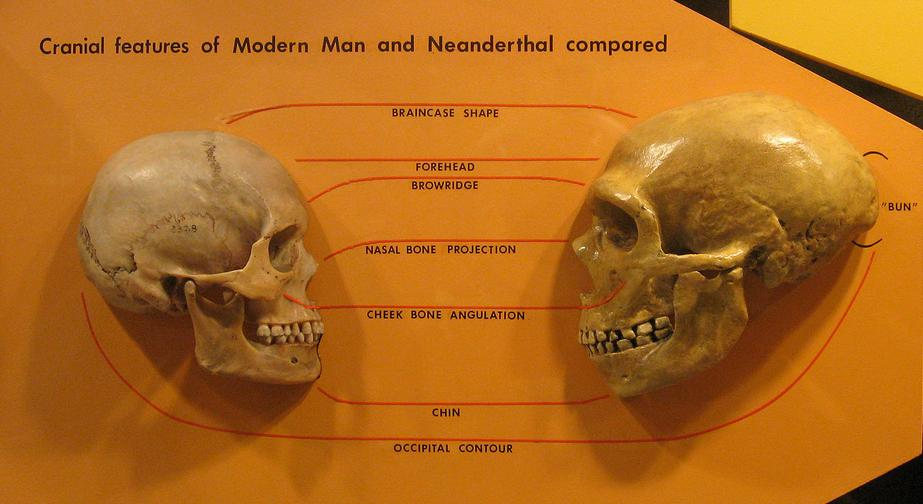
مقارنة بين الإنسان الحديث (يسار) ونياندرتال (يمين).

ليس للإنسان البدائي archaic human تعريفا واحدا يتفق جميع العلماء عليه. وطبقا لأحد التعريفات فإن الإنسان العاقل Homo sapiens أنه نوع يشمل عدة فصائل من الإنسان القديم والإنسان الحديث. وبناء على هذا التعريف فإنه الإنسان الحديث يسمى «هومو سابينز سابينز»
Homo sapiens sapiens والإنسان القديم فهو يسمى هومو سابين "Homo sapiens".
وعلى سبيل المثال، فإنسان نياندرتال يعرف بأنه Homo sapiens neanderthalensis
و إنسان هايدلبرج يعرف بـ Homo sapiens heidelbergensis .
تعريفات أخرى لا تعتبر الإنسان القديم archaics والإنسان الحديث كنوع واحد ولكن تصنفها في عدة فصائل. في تلك الحالة فالتصنيف يلجا إلى التصنيف الأصلي، مثل إنسان روديسيا Homo rhodesiensis، أو إنسان نيادرتال Homo neanderthalensis.
ولا توجد قواعد واضحة لفصل الإنسان الحديث عن الهومو سابينز القديم أو فصل الإنسان القديم archaics عن الإنسان المنتصب Homo erectus . أقدم ماعثر عليه من أحفورات للإنسان الحديث مثل بقايا أومو يرجع تاريخها إلى نحو 195.000 سنة، وإنسان Homo sapiens idaltu قبل 160,000 سنة وبقايا إنسان Qafzeh
قبل نحو 90.000 سنة وجميعهم يعتبرون من الإنسان الحديث. ولكن هؤلاء البشر الحديثين الأوائل يشتركون في بعض الصفات مثل عدم بروز عظام الجبهة بروزا كبيرا.
ولكن في سنة 2017 تم العثور على جمجمة إنسان بدائي يعود عمرها لأكثر من 350.000 سنة في جبل «إيغود» بالمغرب.

## تزايد حجم الدماغ
بصفة عامة، تزايد حجم دماغ الإنسان القديم من 900 سنتيمتر مكعب للإنسان المنتصب إلى 1300 سنتيمتر مكعب ومع ذلك فنجد أن إنسان نياندرتال كانت جمجمته أكبر من جمجمة الإنسان الحديث.

## أصل اللغة
ينادي «روبين دونبار» طبقا لما قام به من تحليلات إلى أن الإنسان القديم archaic humans كان أول من استخدم لغة. وطبقا لتحليلاته عن حجم الدماغ وأحجام معيشة الإنسان
في مجموعات، فهو يتوصل إلى أنه نظرا لكبر دماغ الإنسان القديم فلا بد من كونه كان يعيش في مجموعات تتكون من 120 شخص. ويعتقد «دونبار» أنهم لم يكونوا يستطيعون العيش سويا من دون استخدام لغة، وإلا فلا تكون هناك فرصة للتلاحم والانتماء ولتفرقت المجموعة. وبالمقارنة بالشمبانزي، فإن الشمبانزي يعيش في مجموعات أصغر، تتكون من نحو 50 من الأفراد.